# Zespół korka smółkowego
Zespół korka smółkowego (ang. meconium plug syndrome) – stan patologiczny rozpoznawany w okresie noworodkowym, spowodowany zatkaniem światła jelita (dystalnej okrężnicy lub odbytnicy) przez gęsty czop smółki. 

## Objawy i przebieg
Obraz choroby może być bardzo podobny do niedrożności smółkowej jelita. U noworodków występują objawy niskiej niedrożności z narastającym wzdęciem brzucha. Dziecko nie oddaje smółki lub oddaje małe ilości gęstej i lepkiej smółki. Późnym objawem są wymioty treścią żółciową. 

## Rozpoznanie
Badaniem o istotnym znaczeniu klinicznym jest wlew doodbytniczy, który może pełnić też funkcję leczniczą – nierzadko wprowadzenie cewnika doodbytniczego wywołuje wydalenie czopu smółkowego i odbarczenie jelita. 